# Chilkat (przełęcz)

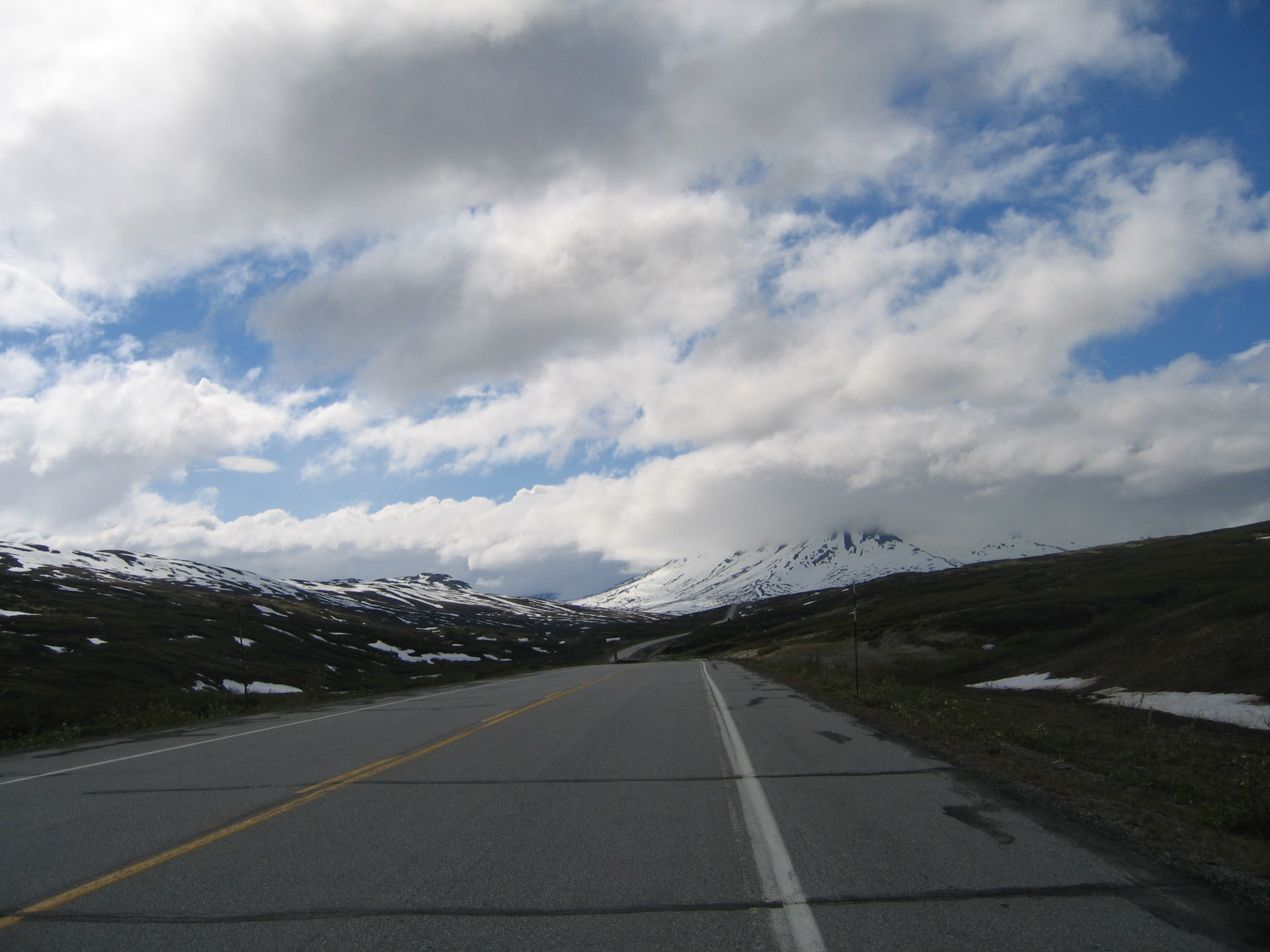
Haines Highway przebiegająca przez przełęcz Chilkat

Chilkat – przełęcz w Ameryce Północnej, na granicy Alaski (USA) i Kolumbii Brytyjskiej (Kanada). Jej wysokość wynosi 1051 m n.p.m. (według niektórych źródeł 1070 m). Stanowi dział wodny pomiędzy dorzeczem Klehini i Kelsall oraz granicę pomiędzy łańcuchami Gór Nadbrzeżnych i Gór Świętego Eliasza.
Nazwa pochodzi od plemienia Chilkat, podgrupy Indian Tlingit, którzy kontrolowali przełęcz i używali jej w ramach szlaku handlowego pomiędzy morzem a terenami w głębi lądu. W 1890 roku przełęcz przekroczyli odkrywcy Edward James Glave i Jack Dalton. W kolejnym roku Dalton powrócił na przełęcz, budując szlak nazywany Dalton Trail, który odegrał ważną rolę podczas gorączki złota nad Klondike.
W 1898 roku zaproponowano przeprowadzenie przez przełęcz linii kolejowej, jednak pomysł zarzucono w związku z rozpoczęciem budowy White Pass & Yukon Railway.
Obecnie przez przełęcz przebiega droga Haines Highway, łącząca Haines na Alasce w Stanach Zjednoczonych z Haines Junction na Terytorium Jukon w Kanadzie.